# 拉库阿尔德
拉库阿尔德（法語：La Couarde，法語發音：[la kwaʁd]）是法国德塞夫勒省的一个旧市镇，属于尼奥尔区。2019年，拉库阿尔德与市镇普拉耶合并为新市镇普拉耶-拉库阿尔德。

## 地理
拉库阿尔德（46°19'10"N, 0°9'33"W）面积16.36 平方千米，位于法国新阿基坦大区德塞夫勒省，该省份为法国西部内陆省份，北起曼恩-卢瓦尔省，西接旺代省，南至夏朗德省和滨海夏朗德省，东临维埃纳省。
与拉库阿尔德接壤的市镇（或旧市镇、城区）包括：博赛-维特雷、拉莫特圣埃赖、普拉耶、塞夫雷、苏维涅、博赛。

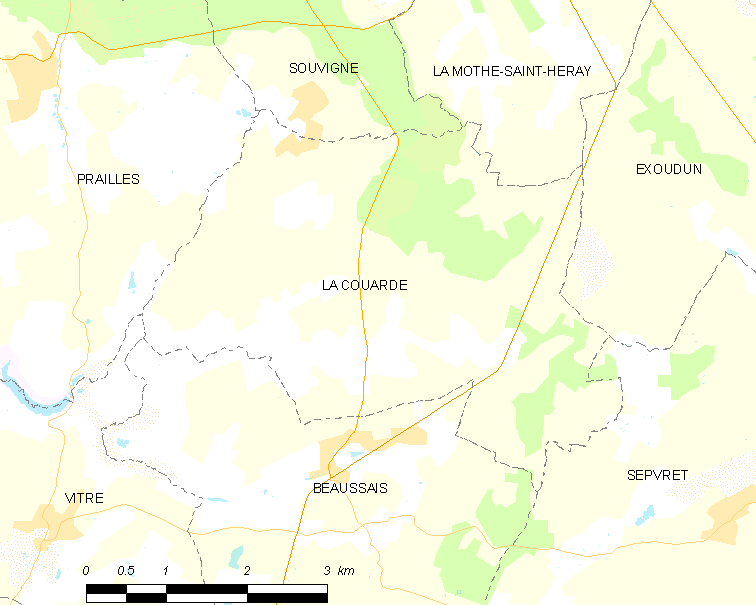
拉库阿尔德的OSM定位图

拉库阿尔德的时区为UTC+01:00、UTC+02:00（夏令时）。

## 行政
拉库阿尔德的邮政编码为79800，INSEE市镇编码为79098。

## 政治
拉库阿尔德所属的省级选区为贝勒河畔塞勒县。

## 人口

1962-2008年间拉库阿尔德人口变化图示

拉库阿尔德于2018年1月1日时的人口数量为272人。